# Schüsselfibel
Schüsselfibeln bilden eine Gruppe der spätlatènezeitlichen und frührömischen Gewandspangen. Sie lassen sich in das 1. Jh. v. sowie die 1. Hälfte des 1. Jh. n. Chr. datieren. Das Verbreitungsgebiet reicht von Frankreich über Deutschland, Polen und Tschechien bis nach Rumänien. Der Schwerpunkt liegt dabei im Gebiet der spätlatènezeitlichen Oppidazivilisation. 
Charakteristisch ist eine Konstruktion nach dem Schema der spätlatènezeitlichen Fibeln und eine löffel- bzw. schüsselförmige Spiralabdeckung.